# Valerian Trifa
Valerian Trifa (pe numele de mirean Viorel Donise Trifa; n. 28 iunie 1914, Câmpeni/Turda din Austro-Ungaria - d. 28 ianuarie 1987, Estoril/Portugalia) a fost un cleric ortodox, membru al Mișcării Legionare și ulterior episcop al Episcopiei Ortodoxe Române din America și Canada (arhiepiscop din 1970).

## Biografie
Viorel Trifa, fiu al învățătorului Dionisie Trifa, s-a născut la 28 iunie 1914, în comuna Câmpeni, județul Turda, în Țara Moților (Austro-Ungaria). După terminarea școlii primare în satul natal, a urmat patru clase la Gimnaziul „Horia” din Câmpeni, după care s-a înscris la Liceul „Gheorghe Lazăr” din Sibiu, unde a obținut diploma de bacalaureat în primăvara anului 1931. Între anii 1931 și 1935 a urmat cursurile Facultății de Teologie din Chișinău, care făcea parte din Universitatea din Iași, și la 24 iunie 1935, chiar în ziua de naștere când împlinea 21 de ani, Viorel Trifa a obținut licența în teologie cum laude. După terminarea studiilor de teologie, a audiat cursuri de filosofie la Universitatea din București, iar în 1939 s-a înscris la Universitatea din Berlin, unde a urmat în două semestre cursuri de istorie și jurnalistică.
În anii studenției, Trifa a făcut parte din Mișcarea Legionară (descrisă de Alexandru Crețianu ca o mișcare paramilitară fascistă, stil SS) și din expresia sa politică, partidul Garda de Fier, în care calitate a devenit redactor al gazetei Libertatea din Orăștie. În 1940 a fost ales președinte al Uniunii Naționale a Studenților Creștini Români. La 21-23 ianuarie 1941 Trifa a participat la Rebeliunea legionară contra regimului antonescian, după al cărei fiasco s-a refugiat în Germania, împreună cu alți lideri legionari: Horia Sima, Vasile Iașinschi, Ilie Gârneață, Constantin Popovici, Dumitru Grozea, Corneliu Georgescu etc. Guvernul nazist german i-a cazat în martie 1941 în satul Berkenbruck. La presiunile lui Ion Antonescu, au fost internați în decembrie 1942 în lagărul de concentrare de la Buchenwald și apoi în lagărul de la Dachau, beneficiind în ambele lagăre de condiții privilegiate de cazare, alimentație și libertate de mișcare. La sfârșitul lui august 1944 s-a refugiat împreună cu alți legionari la Viena - unde a fost scurt timp secretar al mitropolitului Visarion Puiu -, apoi la Paris, iar, după sfârșitul războiului, a predat timp de cinci ani ca profesor de istorie antică și limbă franceză la un colegiu catolic din Italia, unde erau pregătiți preoți misionari.

## Emigrarea în Statele Unite, ascensiunea și decăderea
La 17 iulie 1950 Trifa a emigrat în Statele Unite în cadrul legii americane Displaced Persons Immigration Law, în urma faptului că și-a ascuns trecutul fascist-legionar, și s-a stabilit la Cleveland, Ohio, unde a preluat conducerea ziarului Solia. În 1957 Trifa a obținut cetățenia americană.
Este plauzibil faptul că CIA cunoștea trecutul politic al lui Trifa și că i-a înlesnit emigrarea și infiltrarea în cadrul diasporei române. Ziaristul Virgil Lazăr a publicat un articol în ediția digitală a ziarului România Liberă din 5 august 2011 cu titlul „Cum a recrutat CIA legionari români”. Dezvăluirile acestui articol, care nu au fost confirmate de alte surse notabile, relatează că serviciile secrete americane (CIA), care începuseră recrutarea de colaboratori anticomuniști, participanți potențiali la Războiul Rece care se întrevedea, au vrut să se folosească de membrii Gărzii de Fier pentru a face legătura cu grupurile de rezistență din România. CIA a înființat „Oficiul de Coordonare Politică” (O.P.C.), sub conducerea lui Frank Wisner și a șefului operațiunilor secrete ale CIA, Gratien Yatsevich, cu misiunea de a recruta refugiați români aflați în Germania, Austria și Iugoslavia în cadrul rețelelor de agenți în țările din blocul sovietic. Așa s-a ajuns și la Horia Sima care, fericit să-și găsească un nou debușeu, a primit oferta franco-americană cu entuziasm și a recrutat voluntari dintre legionarii români aflați în lagărele de refugiați din Germania și din Franța.
Episcopia Ortodoxă Română din America - incluzând mai târziu și Canada - dorea să-și afirme autonomia față de autoritățile Bisericii Ortodoxe din România comunistă. La congresul Episcopiei Ortodoxe Române din America, ținut la Chicago în 2 iulie 1951, Viorel Trifa a fost ales episcop. Hirotonirea sa ca arhiereu a fost făcută la 27 aprilie 1952 în Biserica „Pogorârea Duhului Sfânt” din Philadelphia, iar la 4 iulie 1952 a preluat, cu numele de Valerian, conducerea spirituală a Episcopiei. La 7 martie 1970 a fost ridicat la rangul de arhiepiscop. Timp de 33 de ani, Valerian Trifa a funcționat ca șef spiritual și administrativ al bisericii românilor ortodocși din Statele Unite și Canada.

### Valerian Trifa și Bartolomeu Anania
Au existat suspiciuni că ierodiaconul Bartolomeu Anania a fost trimis de Securitate în Statele Unite în 1966, pentru a-l discredita pe celălalt legionar, Valerian Trifa, cu scopul de a aduce ortodoxia românească din S.U.A. în subordinea Sfântului Sinod de la București. Bartolomeu Anania a fost rechemat în România în 1977, devenind director al Institutului Biblic și de Misiune al Bisericii Ortodoxe Române. Cert este că Anania l-a privit pe Trifa drept „păstorul rătăcit”, iar Trifa pe Anania drept „oaia cea pierdută”.
Conform spuselor fostului general de Securitate, Ion Mihai Pacepa (în cartea sa Orizonturi roșii), România a pus la dispoziția guvernului american documente false cu privire la activitatea politică din studenție a lui Trifa, atribuindu-i fapte criminale de care nu ar fi fost responsabil. Pe de altă parte, la dispoziția autorităților americane au stat documente provenite din arhivele SS și ale ministerului de externe al Germaniei cu privire la poziția lui Trifa în mișcarea legionară, precum o corespondență dintre Trifa și Heinrich Himmler și, de asemenea, statele de plată ale Gestapo-ului, din care reiese că Trifa a fost informator plătit al acestei poliții politice germane (vezi Gerald Bobango și Chr. Simpson, op. cit.).
În 1961 rabinul Moses Rosen, aflat în vizită în SUA, l-a demascat pe Trifa ca fiind unul dintre capii Pogromului de la București din ianuarie 1941. Trifa a fost acționat în justiție cu ajutorul procurorului federal general Robert Kennedy și al congresmanului Seymour Halpern. Avocatul lui Trifa l-a interogat pe rabinul Rosen: „L-ați văzut pe episcopul Trifa omorând evrei?” la care rabinul a replicat: „Nu, dar nu l-am văzut nici pe Hitler omorând evrei.”
La 25 august 1980 un tribunal american i-a retras lui Viorel-Valerian Trifa cetățenia americană, ca fiind obținută prin fraudă, iar creștinii ortodocși români din Statele Unite și Canada i-au sugerat să-și dea demisia din funcția de arhiepiscop al Episcopiei Ortodoxe Române din America și Canada.
În anul 1984 Trifa s-a refugiat în Portugalia, unde a primit azil politic și unde a decedat la 28 ianuarie 1987, în urma unui infarct miocardic.